# ヘリコン山
ヘリコン山（ヘリコンさん、希: Ελικών, Helikồn）は、ギリシャ、ヴィオティア県（古代ギリシアでいうとボイオーティアのテスピアイ地方にある山で、標高1,749 m。コリンティアコス湾近くに位置する。
ギリシア神話の中でヘリコン山が有名なのは、ムーサ（ミューズ）を祀る2つの泉がこの山にあるからである。その泉とは、アガニッペー (Aganippe) とヒッポクレーネー (Hippocrene) で、地名の由来はともに hippos （馬）である。ヒッポクレーネーの泉は、天馬ペーガソスが岩に狙いをさだめて蹄で蹴った時に、そこから泉が噴き出したという神話と関連がある。さらに、ナルキッソスが自分の美貌に恋をした泉もヘリコン山にあったと言われている。
ギリシア神話では、ヘリコン山は神々が使用した神聖な場所と考えられてきた。特に、詩や文学、彫刻といった芸術の「霊感の聖霊」ムーサたちと関係が深く、ヘリコン山にはその昔、ムーサたちの像を収めた神殿があった。
ヒッポクレーネの泉は、詩的霊感の源と考えられてきた。紀元前7世紀後半、ヘリコン山の斜面で羊を放牧していたヘーシオドスは、ムーサから詩の霊感を与えられ、神の起源について歌った。それが『神統記』であるとされる。「ヘリコン山のムーサたちから私たちは歌おう / 彼女らは偉大で神聖なヘリコンの山の主で / 柔らかい足で踊るのは青き泉のあたり / それとクロノスの全能の子の祭壇 / 彼女らがその華奢な身を洗うところはペルメソス (Περμησσός, Permessos) / あるいは馬の泉、あるいはオルメイオス (Ὀλμειός, Olmeios) / ヘリコンの頂きで美しく可愛らしく踊れ / はつらつとした足取りで動け」。
『ホメロス風讃歌』の中のポセイドーンへの短い（ムーサへの）祈りでは、ポセイドーンを「ヘリコンの主」と呼んでいる。